# 47 mm kanón P.U.V. vz. 36
A 47 mm kanón P.U.V. vz. 36 egy páncéltörő löveg volt, melyet a Škoda Works gyártott a második világháború előtt és alatt. Eredetileg a csehszlovák hadseregnek tervezték, néhányat eladtak Jugoszláviának is. A lövegek egy részét a németek szerezték meg Csehszlovákia 1939-es megszállása után, majd 4,7 cm PaK 36(t) jelöléssel rendszeresítették őket. A németek folytatták a lövegek gyártását, a háború előrehaladtával pedig a Panzerkampfwagen I jelzésű harckocsira szerelve létrehozták a Panzerjäger I páncélvadászt. Ezt követően egy hasonló járművet is kifejlesztettek a francia zsákmányból származó Renault R35 harckocsik felhasználásával, bár ez a típus már kevésbé volt sikeres. Jelölése a 4,7 cm PaK(t) auf Panzerkampfwagen 35R(f) ohne Turm, vagy rövidebb formában a Panzerjäger 35R volt.
A löveget ellátták egy kis méretű lövegpajzzsal, kerekei faküllővel készültek. Elavult kinézenétek ellenére a löveg teljesítménye felülmúlta kortársait, lehetett vele páncéltörő és nagy robbanóerejű lövedékeket is kilőni gyalogsági támogatáshoz.
Páncélátütő képessége 60°-os becsapódásnál:
Normál páncéltörő gránáttal 100 m-en 54 mm, 500 m-en 48 mm, 1000 m-en 41 mm
Keményfém (volfrám) magvas  páncéltörő lövedékkel: 100 m-en 100 mm, 500 m-en 59 mm

## Fordítás
- Ez a szócikk részben vagy egészben  a(z)   47 mm kanon P.U.V. vz. 36 (Škoda A6) című angol Wikipédia-szócikk ezen változatának fordításán alapul.  Az eredeti cikk szerkesztőit annak laptörténete sorolja fel. Ez a jelzés csupán a megfogalmazás eredetét és a szerzői jogokat jelzi, nem szolgál a cikkben szereplő információk forrásmegjelöléseként.